# Operación Tejón del Dinero
La Operación Tejón del Dinero (en inglés: Operation Money Badger) fue una operación secreta de espionaje llevada a cabo en Venezuela por la Administración de Control de Drogas (DEA) y fiscales de Estados Unidos desde 2013.
Después de que la Fiscalía Federal de Manhattan liberara una serie de documentos clasificados en un aparente accidente, Associated Press (AP) publicó un reportaje investigativo con la noticia el 1 de febrero de 2024.

## Historia
El informe secreto de 15 páginas hecho en 2018 estuvo disponible pocas horas en internet, hasta que un periodista de AP comenzó a hacer preguntas y fuese bajado. Revelaba que un operativo de investigación había comenzado en 2013 y se había intensificado durante el gobierno de Trump. La intención del memorando era que no se hiciera público en el futuro.
El informe también reportaba que Estados Unidos había infiltrado operativos de la DEA en Venezuela bajo la orden de que «es necesario llevar a cabo esta operación de forma unilateral y sin notificar a las autoridades venezolanas», reconociendo que podía ser una violación del derecho internacional.
El operativo tenía como objetivo a docenas de personas, entre ellas, Nicolás Maduro y el ministro de Electricidad. Alex Saab fue uno de los funcionarios espiados, así como un contratista de Defensa prófugo. Unas cien personas habían sido investigadas por Estados Unidos.
Como parte de la operación, el Grupo 10 de la División de Campo de Miami de la DEA reclutó como informante a un blanqueador de dinero profesional acusado de robar 800 millones de dólares del sistema cambiario de Venezuela mediante un plan de importación fraudulento.
La DEA recolectó información relativa al exgobernador de Táchira, José Vielma Mora, y a Luis Motta Domínguez, quienes fueron acusados posteriormente por Estados Unidos de lavado de dinero vinculados con sobornos.